# Карабаєво (Яльчицький район)
Караба́єво (рос. Карабаево, чув. Турхан) — присілок у складі Яльчицького району Чувашії, Росія. Входить до складу Новошимкуського сільського поселення.
Населення — 117 осіб (2010; 136 у 2002).
Національний склад:
- чуваші — 99 %